# Maidorf
Maidorf ist eine Ortschaft in den Gemeinden Sattledt und Ried im Traunkreis in Oberösterreich.
Maidorf liegt südlich von Sattledt und östlich des Knoten Voralpenkreuz. In der angrenzenden Gemeinde Ried im Traunkreis befindet sich ebenfalls eine Ortschaft Maidorf, die hier aber kaum ausgeprägt ist und nur aus wenigen Gebäuden besteht. Das in Sattledt liegende Maidorf untergliedert sich in die Ortslagen Harhagen, Maidorf-Siedlung und Maidorf-Zerstreute Häuser, das sind kleine Weiler mit Bauernhöfen, die von Obstbaumwiesen gerahmt werden.